# Juan Artola (calciatore 2000)
Juan Artola Canales (Bilbao, 7 aprile 2000) è un calciatore spagnolo, attaccante del Mérida AD.

## Carriera
Artola è nato a Bilbao ed ha iniziato a giocare nel settore giovanile dell'Athletic Bilbao nel 2010. Nel 2018 è stato assegnato al Baskonia dove ha debuttato in Tercera División.
L'8 settembre 2019 ha esordito con il Bilbao Athletic sostituendo Oier Zarraga nell'incontro di Segunda División B perso 5-2 contro la Leonesa. Ha segnato il suo primo gol sei giorni dopo nella vittoria per 4-0 contro il Salamanca UDS.
Il 26 marzo 2021 ha rinnovato il suo contratto con l'Athletic Club fino al 2025 ed a giugno è stato convocato per il ritiro estivo con la prima squadra. Ha esordito il 6 gennaio 2022 nel secondo tempo dell'incontro di Coppa del Re vinto 2-0 contro l'Atlético Mancha Real.
Il 7 luglio 2022 è stato prestato al Burgos per tutta la stagione. Il 25 luglio dell'anno successivo è andato con la stessa formula all'Alcorcón.

## Statistiche

### Presenze e reti nei club
Statistiche aggiornate al 19 dicembre 2023.
| Stagione        | Squadra         | Campionato      | Campionato | Campionato | Coppe nazionali | Coppe nazionali | Coppe nazionali | Coppe continentali | Coppe continentali | Coppe continentali | Altre coppe | Altre coppe | Altre coppe | Totale | Totale | Totale |
| Stagione        | Squadra         | Comp            | Pres       | Reti       | Comp            | Pres            | Reti            | Comp               | Pres               | Reti               | Comp        | Pres        | Reti        | Pres   | Reti   |        |
| --------------- | --------------- | --------------- | ---------- | ---------- | --------------- | --------------- | --------------- | ------------------ | ------------------ | ------------------ | ----------- | ----------- | ----------- | ------ | ------ | ------ |
| 2018-2019       | Baskonia        | TD              | 31         | 7          |                 | -               | -               |                    | -                  | -                  |             | -           | -           | 31     | 7      |        |
| 2019-2020       | Bilbao Athletic | SDB             | 26         | 8          |                 | -               | -               |                    | -                  | -                  |             | -           | -           | 26     | 8      |        |
| 2020-2021       | Bilbao Athletic | SDB             | 26         | 10         |                 | -               | -               |                    | -                  | -                  |             | -           | -           | 26     | 10     |        |
| 2021-2022       | Bilbao Athletic | PDR             | 36         | 6          |                 | -               | -               |                    | -                  | -                  |             | -           | -           | 36     | 6      |        |
| 2021-2022       | Athletic Bilbao | PD              | 0          | 0          | CR              | 1               | 0               |                    | -                  | -                  |             | -           | -           | 0      | 0      |        |
| 2022-2023       | Burgos          | SD              | 32         | 3          | CR              | 2               | 0               |                    | -                  | -                  |             | -           | -           | 34     | 3      |        |
| 2023-2024       | Alcorcón        | SD              | 18         | 0          | CR              | 1               | 0               |                    | -                  | -                  |             | -           | -           | 19     | 0      |        |
| Totale carriera | Totale carriera | Totale carriera | 169        | 34         |                 | 4               | 0               |                    | -                  | -                  |             | -           | -           | 173    | 34     |        |

## Palmarès

### Club

#### Competizioni nazionali
- Primera Federación: 1

Leonesa: 2024-2025 (gruppo 1)